# Dani János
Dani János (Dedrádszéplak, 1923. szeptember 18. – Kolozsvár, 2005. augusztus 4.) magyar levéltáros, történész.

## Életpályája
A gyulafehérvári katolikus gimnázium elvégzése után a Bolyai Tudományegyetemen végezte tanulmányait, itt történelem-földrajz szakos tanári diplomát szerzett (1949). Kelemen Lajos örökében, az Akadémia Kolozsvári Történeti Levéltára (volt Erdélyi Múzeum Levéltára) szolgálatában a források kiváló ismerőjévé vált. Részt vett a Documente privind istoria României című középkori forráskiadvány erdélyi sorozatának szerkesztésében, a Documenta Romaniae Historica erdélyi, X. kötetének (1977) munkatársa.
Kutatásaiban különösen a XVII–XIX. századi Erdély művelődéstörténete foglalkoztatta; ebből a tárgykörből jelent meg tanulmánya Szathmáry Pap Károly ifjúkoráról (Kelemen-emlékkönyv, 1957), közölte Mihai Halici hagyatéki leltárát (Musnai Lászlóval, NyIrK 1960/1–2), foglalkozott Gheorghe Lazăr életével, s közölte Gyarmathi Sámuel leveleit (Csetri Elekkel, NyIrK 1971/1), valamint Tolnai Lajos és Koncz József levelezését (NyIrK 1975/2). Román és magyar folyóiratokban megjelent írásai anyagfeltáró jelentőségűek Kemény János fejedelem magamentsége, Barcsay Ábrahám testőríró, Benkő József ismeretlen levelei, Ioan Piuariu-Molnar és Kalmár György életrajza, az erdélyi jobbágyság mindennapjai, az erdélyi cukorgyártás és papírmalmok története, az erdélyi üvegipar múltja tárgykörében.
Közreműködött az 1995-ben megjelent címertani kiadvány (A kolozsvári Farkas utcai templom címerei) jegyzeteinek összeállításában.